# Cesáreo Monsalve
Cesáreo Miguel Monsalve Argandoña (1966) es un magistrado español, presidente de la Audiencia Provincial de Albacete desde 2014.

## Biografía
Ejerció la abogacía hasta 1998, año en el que ingresó en la carrera judicial. Su primer destino fue el juzgado de primera instancia e instrucción número uno de San Roque. Ascendió a magistrado en 2001, siendo destinado al juzgado de primera instancia e instrucción número uno de Albacete.
Desde 2004 es magistrado-juez decano de los Juzgados de Albacete. Es asimismo coordinador territorial de formación del Tribunal Superior de Justicia de Castilla-La Mancha y profesor de la Escuela de Práctica Jurídica de Albacete. En 2014 fue nombrado presidente de la Audiencia Provincial de Albacete.